# Putovnica Argentine
Putovnca Argentine javna je putna isprava koja se državljanima Argentine izdaje za putovanje i boravak u inozemstvu, kao i za povratak u zemlju.
Za vrijeme boravka u inozemstvu, putna isprava služi njenom nositelju za dokazivanje identiteta i kao dokaz o državljanstvu. Putovnica Argentine se izdaje za neograničen broj putovanja.

## Jezici
Putovnica je ispisana španjolskim i engleskim jezikom.

### Stranica s identifikacijskim podacima
- slika vlasnika putovnice
- tip ("P" za putovnicu)
- kod države
- serijski broj putovnice
- prezime i ime vlasnika putovnice
- državljanstvo
- nadnevak rođenja (DD. MM. GGGG)
- spol (M za muškarce ili F za žene)
- mjesto rođenja
- nadnevak izdavanja (DD. MM. GGGG)
- potpis vlasnika putovnice
- nadnevak isteka (DD. MM. GGGG)
- izdana od

## Vanjske poveznice
- Documentación Personal - Policía Federal Argentina  Arhivirana inačica izvorne stranice od 20. lipnja 2010. (Wayback Machine)